# سیستم پولی اروپا
سیستم پولی اروپا (European Exchange Rate Mechanism به اختصار ERM) قراردادی بین سال‌های ۱۹۷۹ تا ۱۹۹۸ بین کشورهای بازار مشترک اروپا پیش از اتحادیه اروپا برای تنظیم مکانیزم روابط بین سیستم‌های پولی کشورهای عضو بود. هدف اصلی آن مراقبت از نوسانات نرخ پول، تنظیم رشد و نزول ارزش آن بود. از سال ۱۹۹۹ قرارداد دیگری، سیستم پولی اروپا. مرحله ۲ جاری شده که مراقب تعادل بین یورو و سایر پول‌های اروپایی باشد.